# 周恩来總理紀念詩碑
周恩来總理紀念詩碑（日语：周恩来総理記念詩碑）是日本京都府京都市嵐山的嵐山公園亀山地区内的一塊刻有周恩來詩作《雨中嵐山》的石碑，為紀念已故中華人民共和國國務院總理周恩來（1898年－1976年）而立。

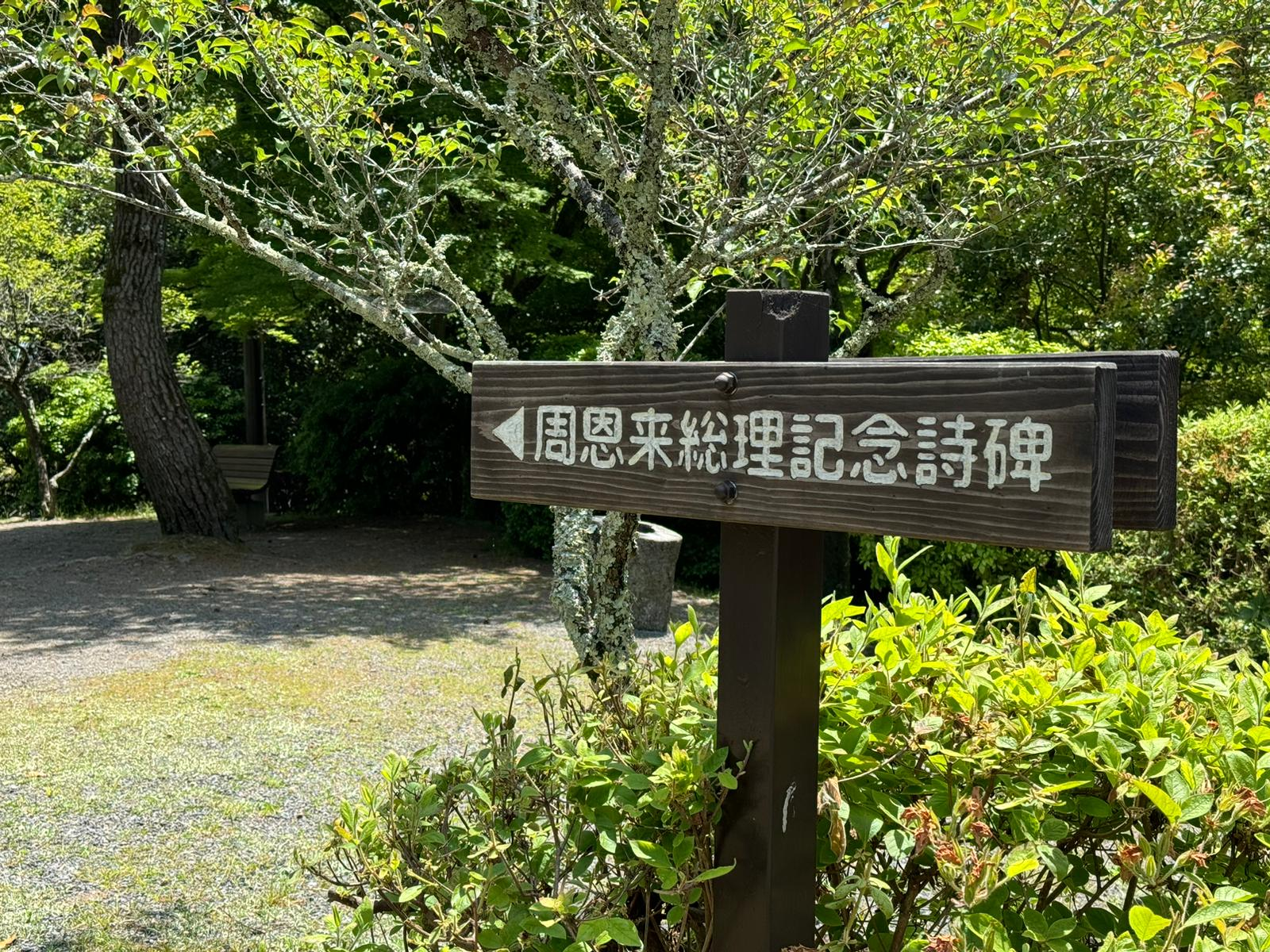
周恩来總理紀念詩碑路標

## 淵源
1917年至1919年，周恩来赴日本明治法律学校学习。1919年4月，得悉南开学校即将创立大学部，周恩来决定回国学习。临行前寫下的詩。
1979年1月22日，日本田中派政客為了促進中日友好，聯合倡議成立了“周恩来総理記念詩碑建立委員会”。
1979年4月16日，該詩碑落成，周恩來的遺孀、中華人民共和國全國人民代表大會常務委員會副委員長鄧穎超親自为诗碑落成揭幕。
該碑通高2.4米，用京都特產的馬鞍石建造。碑下有基座。碑正面刻有《雨中嵐山》全詩，背面為诗碑发起人名单。該碑一直是中國留學生在日本留學考試不第時來參拜的名勝，該碑成為了不第學生為命運而不屈鬥爭的象徵。

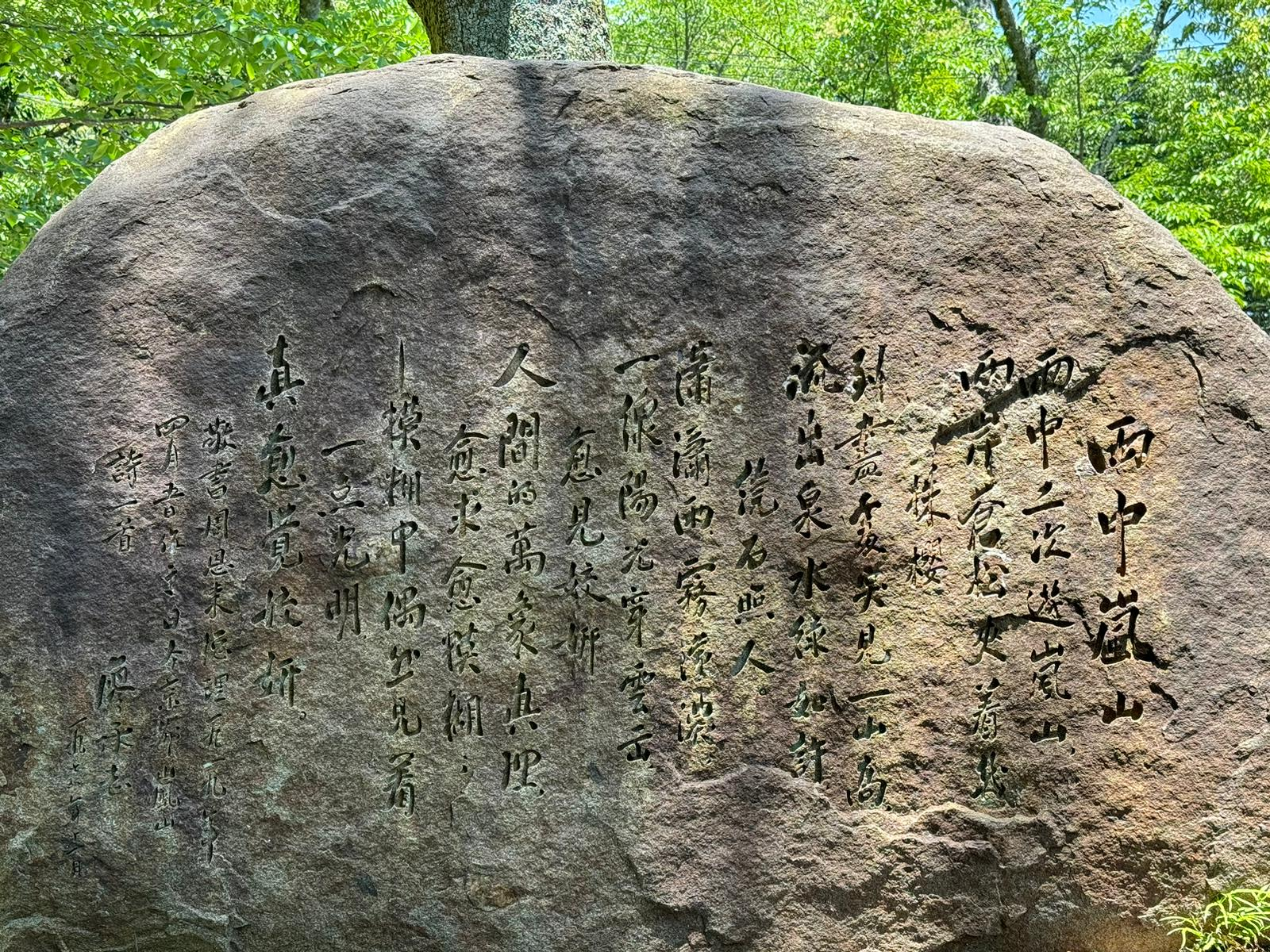
周恩来總理紀念詩碑正面

該碑正面所刻《雨中嵐山》詩文為廖承志於1978年手書，原詩及落款如下：
雨中嵐山

雨中二次游岚山

两岸苍松

夹着几株樱

到尽处

突见一山高

流出泉水绿如许

绕石照人

潇潇雨 雾蒙浓

一线阳光穿云出

愈见娇妍

人间的万象真理

愈求愈模糊

——模糊中偶然见着一点光明

真愈觉娇妍

敬書周恩來總理一九一九年四月五日作於日本京都嵐山詩一首

廖承志一九七八年十一月
該碑背面有如下日文：
周恩來總理詩碑

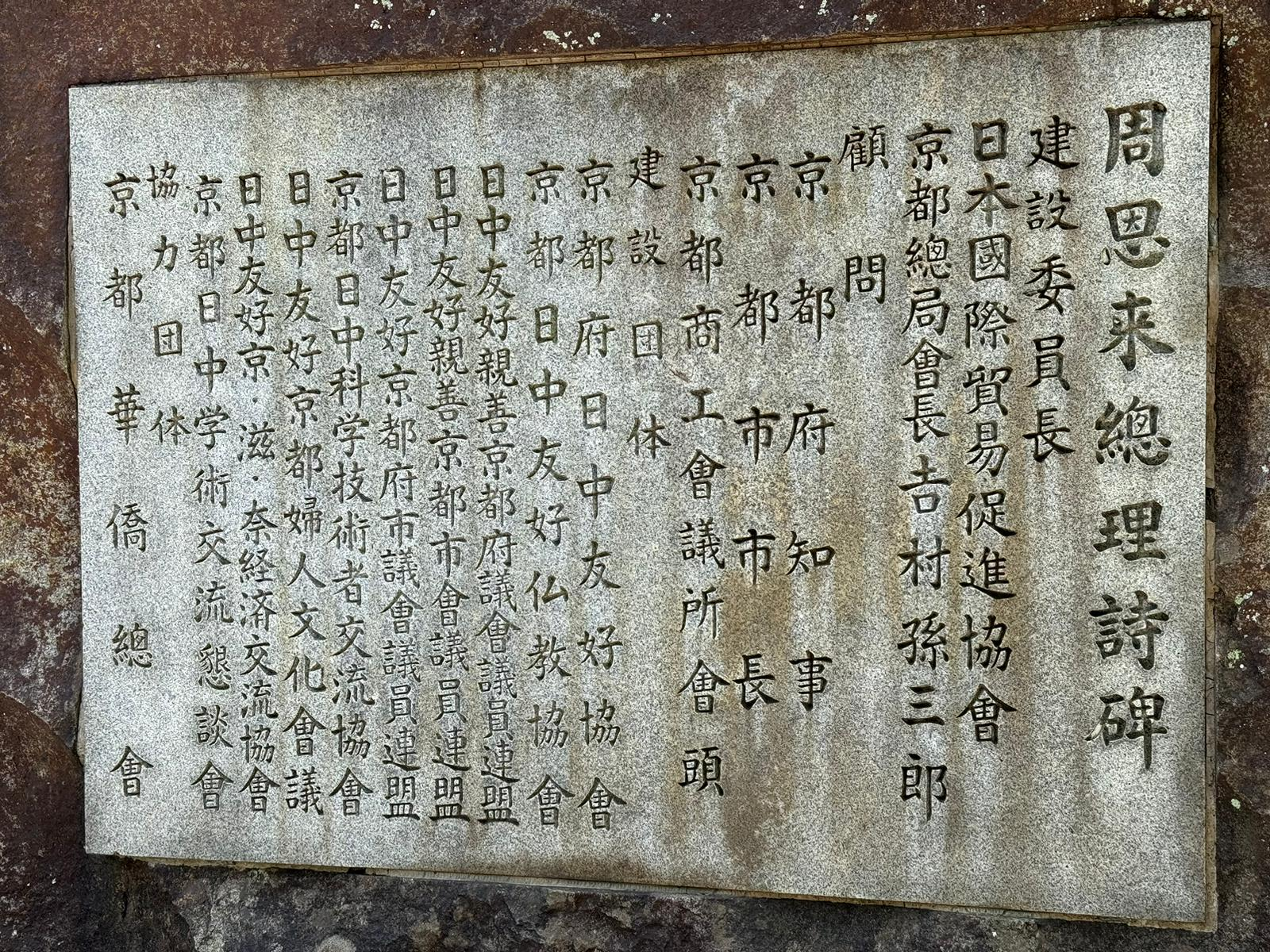
周恩来總理紀念詩碑背面

建設委員長：日本國際貿易促進協會京都總局會長，吉村孫三郎

顧問：京都府知事、京都市市長、京都商工會議所會頭

建設団体：京都府日中友好協會、京都日中友好仏教協會、日中友好親善京都府議會議員連盟、日中友好親善京都市議會議員連盟、日中友好京都市府議會議員連盟、京都日中科學技術者交流協會、日中友好京都婦人文化會議、日中友好京‧滋‧奈經濟交流協會、京都日中學術交流懇談會

協力団体：京都華僑協會
該碑側面刻有如下日文：
一九七八年十月，日中平和友好条約締結を記念し。京都人の子子孫孫まての友好の心を現す為ゆかりの深い此の地に偉大なる実力者周恩來總理の詩碑を建立する。一九七九年四月吉日。

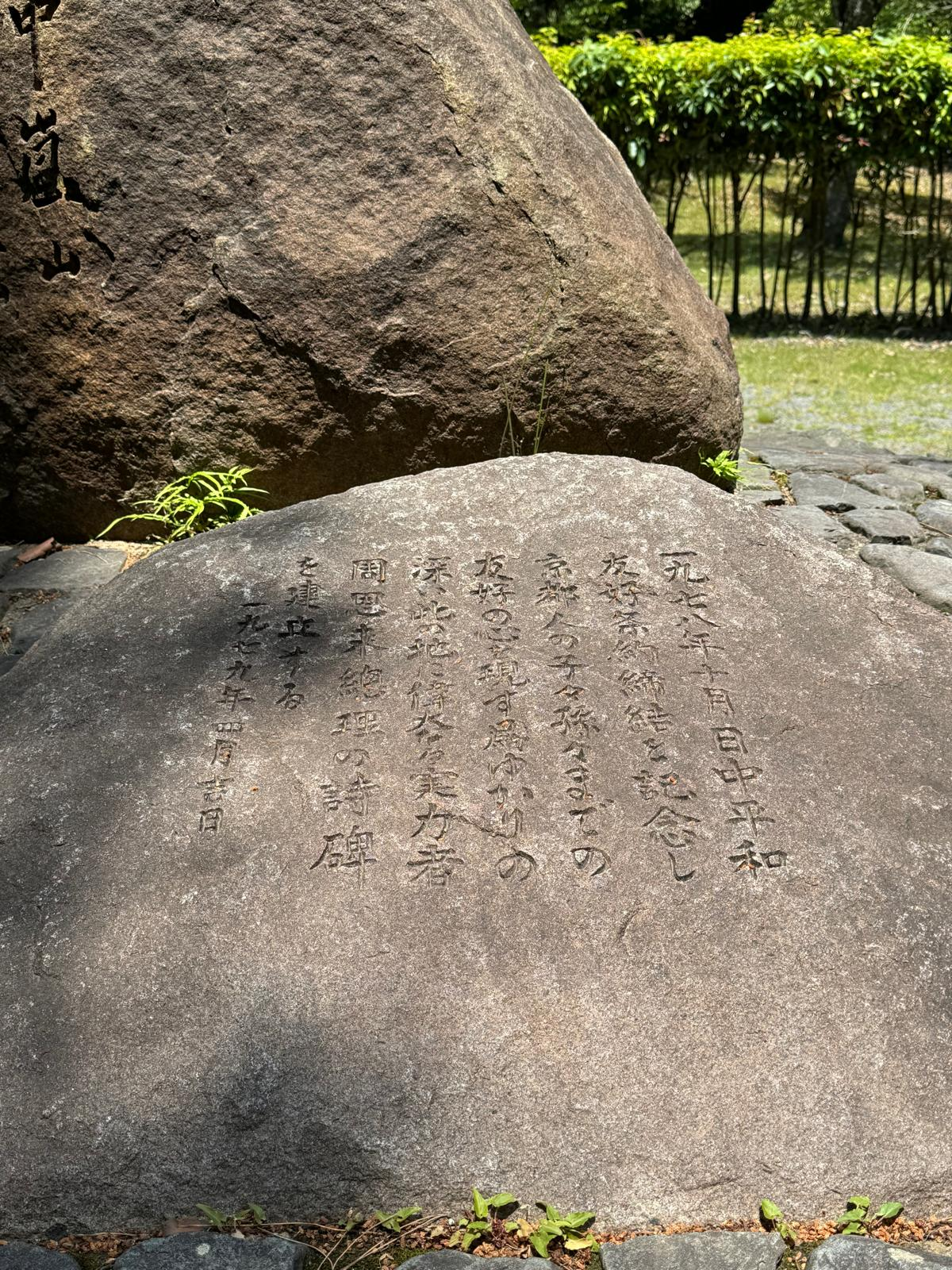
周恩来總理紀念詩碑側面

中華人民共和國國家領導人訪日時經常參觀該碑。該碑落成後不久，1979年9月8日，中華人民共和國國務院副總理谷牧便曾參觀該碑。1980年4月13日，正在日本訪問的中華人民共和國國務院副總理余秋里參加了詩碑建立一周年祝賀会。2007年4月13日，中華人民共和國國務院總理温家宝参观诗碑，並與吉村孫三郎的女兒吉村启子等合影。

## 破壞
2010年9月29日，該碑遭到不明身份者破壞，碑体被噴上了黃色的油漆。

## 外部連結
- 周恩来総理記念詩碑建立委員会